# Кіритіматі

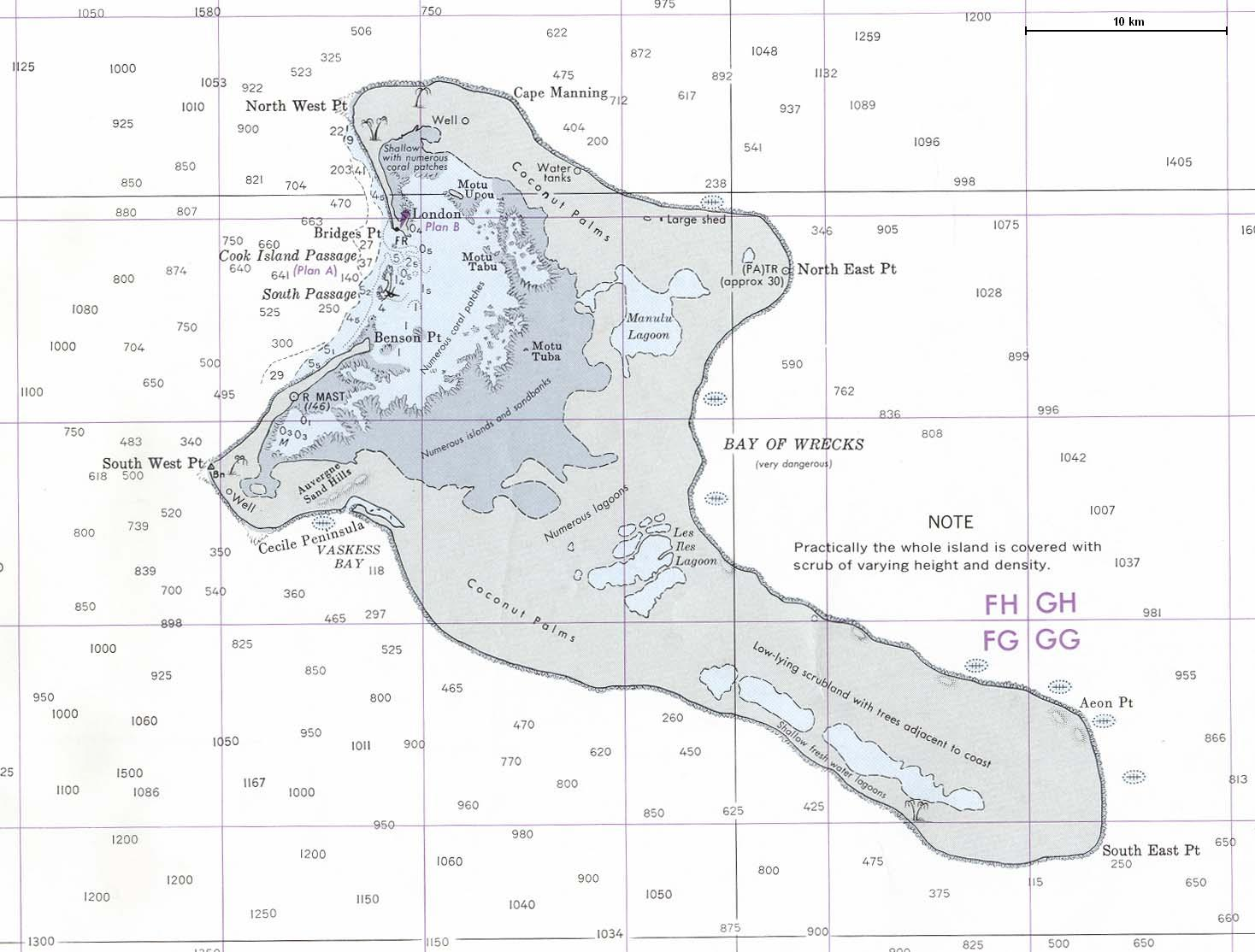
Мапа острова Кіритіматі

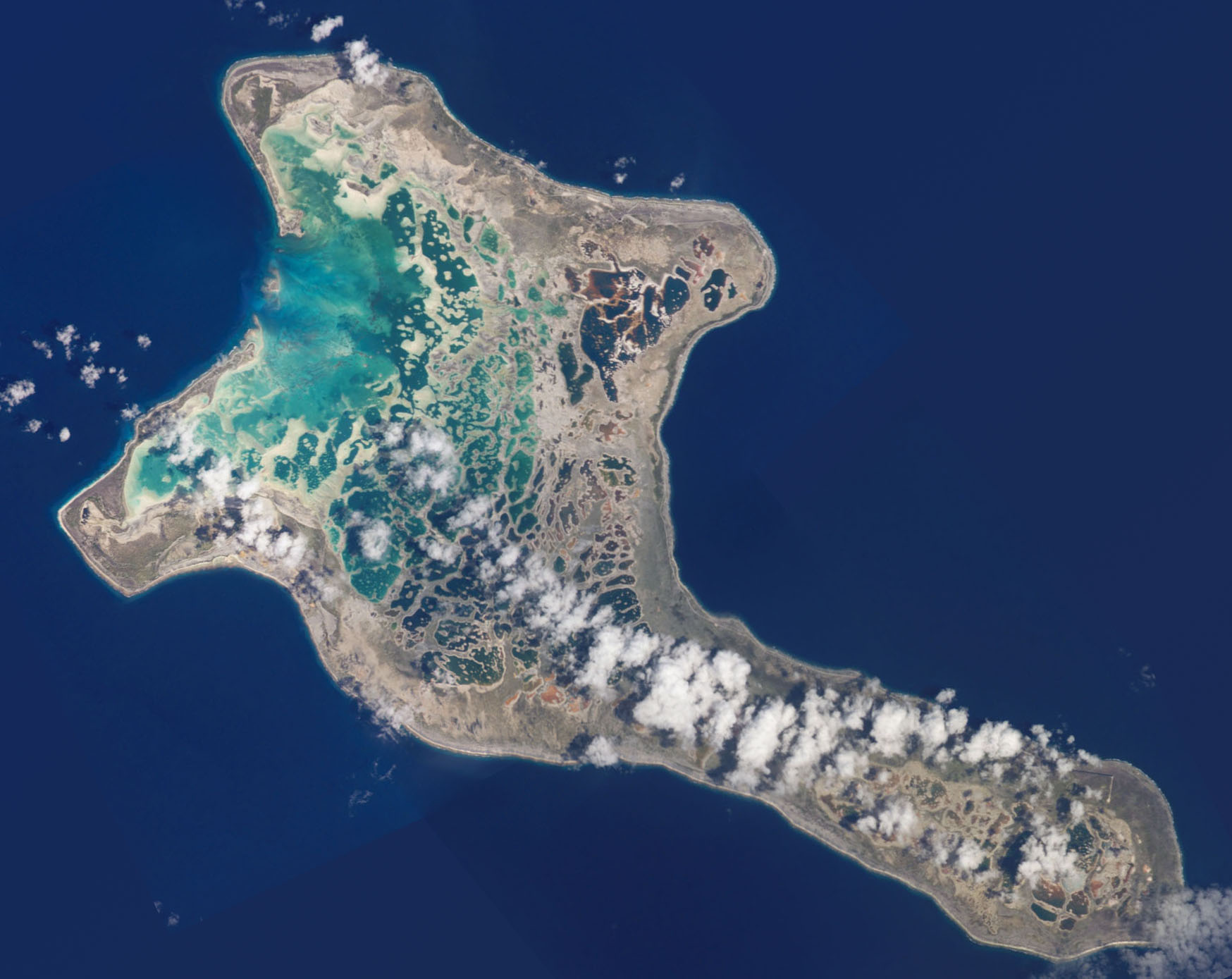
Вигляд острова з космосу

Кіритіматі або Острів Різдва (англ. Christmas Island, кірибаті: Kiritimati, МФА: [kəˈrɪsməs], від англ. Christmas — «Різдво») — найбільший у світі атол. Розташований в архіпелазі Лайн, належить державі Кірибаті. Мешканці острова першими на Землі зустрічають Новий рік.
Острів розташований за 285 км від острова Табуаеран, за 2500 км від Гонолулу, за 2700 км від Таїті. Площа острова — 32 137 га, площа лагуни — 16 000 га. Максимальна висота над рівнем моря — 13 м. Кіритіматі відомий однією з найбільших концентрацій морських птахів у всьому світі.

## Історія

### Початки
Віддавна цей острів не був населений. З початку 400-х років його використовували полінезійці для поповнення запасів при виснажливих подорожах від Островів Товариства до Гаваїв. Згодом від 1000-х років острів пролягав на торговому шляху поміж населеними пунктами, а з 1200-х Кіритиматі вже мав своє населення. Однак за кілька століть люди залишили острів. Від них залишились ділянки, де ймовірно були поселення, а також споруди з каменю.

### Відкриття
Незаселений острів 24 грудня 1777 року відкрила експедиція на чолі з Джеймсом Куком. Тоді ж, 2 січня, Кук дав атолу назву Різдва. А населення навколишніх островів транслітерувало назву «Крістмес» на свій манер у слово «Кіритиматі».
1834-го на найбільшому на Землі атолі побувала експедиція з корабля «Тоскан». А за два роки розбився корабель «Бритон». У 1842 році Кіритіматі відвідала експедиція британських військово-морських сил на кораблі «Самаранг». За сім років біля атолу розбився німецький корабель «Моцарт».

### Використання атолу
Промислове використання острова розпочалося з 1857 року. Тоді капітан Джон Стетсон (англ. John Stetson) знайшов на острові велику кількість гуано. У листопаді наступного року дозвіл на збирання гуано отримала американська компанія. 1865 року цією діяльністю займалася вже англо-австралійська фірма. Втім, видобувні роботи носили лише обмежений характер.
На початку 1880-х тут вдруге починають з'являтися постійні поселенці — рибалки та працівники кокосових плантацій. 17 березня 1888 року Кіритиматі анексувала Велика Британія.
Кілька років підряд острів потерпав від посухи. Через неї засохли десятки тисяч кокосових пальм, а всі місцеві мешканці 1905 року втратили роботу й були змушені полишити острів до 1912-го року. 1911 року на цьому найбільшому у світі атолі побували японські браконьєри й вистріляли тисячі тамтешніх птахів.

### Отець Руже, його топоніми та історія Джо Інгліша
За шість років після японського погрому на острові поселився француз отець Еммануель Руже (фр. Emmanuel Rougier). Він орендував атол по 1939 рік і за той час висадив там 800 000 кокосових дерев.
Цьому чоловікові Кіритіматі завдячує також своїми топонімами. Сам отець Руже мешкав на віллі, яку назвав Парижем. З іншого боку, біля місцевого каналу, постало містечко під назвою Лондре (нині — Лондон). Там же отець Руже заснував порт Кіритіматі.
Ще один топонім — Пагорб Джо — названий на честь Джо Інгліша (англ. Joe English). Цей чоловік керував плантацією отця Руже з 1915 по 1919 роки. Через епідемію холери на сусідніх островах до Кіритіматі перестали припливати кораблі. Без зв'язку із зовнішнім світом Джо Інгліш перебував півтора року. Аж 1919 року по нього приплив на кораблі адмірал британського флоту Джон Джелліко. Корабель адмірала був німецьким, а оскільки Джо Інгліш не знав про завершення Першої світової війни, то вихопив свого пістолета й спрямував його на адмірала Джелліко. Життя командувача британських військ було врятоване тільки після того, як Інглішу розповіли про завершення війни.

### Друга світова й ядерні випробування
У лютому 1937 року на острові запрацювала цивільна британська радіо-метеорологічна станція. Під час Другої світової війни Кіритіматі зайняли союзники. Було зведено першу злітно-посадкову смугу для обслуговування американських військ, насамперед — їхньої синоптичної станції й центру зв'язку. Також під час війни на атолі дозаправлялися літаки, які курсували між Гаваями й островами на тихоокеанському півдні.
Поміж 1950 та 1960 роками тут була розташована військова база Великої Британії й США. Вона була базою для навколишніх випробувань водневої бомби. 15 травня 1957 року її успішно випробували британці на сусідньому острові Мелден. Згодом 8 листопада того ж року над самим атолом Кіритіматі (над його південно-східною частиною) британці підірвали ще одну водневу бомбу, однак цей тест виявився невдалим. Схожі випробування відбувалися згодом і 1958 року. 1962 року вже американські війська провели тут 22 вибухи ядерної зброї у межах своєї випробувальної «операції Домінік».
Всього за час кампанії ядерних випробувань на острові побувало більше 4000 військовослужбовців. Через те серед мешканців, які перебували на острові й під час вибухів, залишились топоніми Банана і Мейн Кемп. 1969 року у військових почало спадати зацікавлення до Кіритіматі як до об'єкту для випробувань ядерної зброї. І вже 1975 остання будівля військової бази стала готелем «Капітан Кук».

### У складі Кірибаті
1979 року атол увійшов до складу держави Кірибаті. Транспортну й логістичну інфраструктуру військових місцеве населення пристосувало для своїх потреб. Відтак Кіритиматі став адміністративним центром усіх навколишніх островів архіпелагу Лайн.

## Населені пункти
Населення атолу швидко зростає: ще 1989-го тут проживало 2000 осіб. А на початку 2000-х населення становило понад 5000 осіб.
На атолі люди живуть у чотирьох поселеннях — Лондон (1829 осіб), Табвакеа (1881 ос.), Банана / Банана Веллс (1170 ос.), Поланд (235 ос). В останньому існує католицький храм Св. Станіслава. Від ще одного поселення — Паріс (Париж), яке заснував отець Руже, нині залишились тільки руїни.

## Туризм
Донедавна туристів на цьому острові не бувало. Їх відлякувала історія з водневими випробуваннями поблизу Кіритіматі. Нині місцева влада взялася популяризувати атол можливістю зустріти Новий рік першими на планеті.
Тож наприкінці грудня на острів з'їжджаються сотні туристів, а в останній день року тут відбувається велике свято з етнічними танцями, в яких рухами тіла імітують політ зграї птахів. Для танців виготовляють спеціальні костюми з листя й пір'я.
Окрім святкування Нового року, туристи відвідують Кіритіматі заради риболовлі й дайвінгу. У майбутньому на острові хочуть влаштовувати змагання з серфінгу.
Всього за рік атол відвідує близько 6000 туристів, з них на зимовий сезон припадає приблизно 400. Найчастіше острів відвідують американці. На Кіритіматі літають два авіарейси за тиждень: з Гонолулу й Фіджі. Для туристів на атолі є декілька готелів. Але зазвичай гості віддають перевагу автентичним бунгало з накриттям із пальмового листя.